# Campionato europeo femminile di pallacanestro 1956
Il 5º Campionato Europeo Femminile di Pallacanestro FIBA si è svolto a Praga, in Cecoslovacchia dal 2 al 10 giugno 1956.

## Risultati

### Turno preliminare

#### Gruppo A
| Team          | V - P | Pts | PF - PS   | +/-  |
| ------------- | ----- | --- | --------- | ---- |
| 1. Bulgaria   | 3 - 0 | 6   | 223 -155  | +68  |
| 2. Polonia    | 2 - 1 | 5   | 215 - 172 | +43  |
| 3. Jugoslavia | 1 - 2 | 4   | 187 - 174 | +13  |
| 4. Finlandia  | 0 - 3 | 3   | 108 - 232 | −124 |

| Praga 2 giugno 1956, ore 8:30 UTC+1 | Jugoslavia | 66 – 25 (28-16) | Finlandia |  |

| Praga 2 giugno 1956, ore 20:30 UTC+1 | Polonia | 61 – 62 (35-43) | Bulgaria |  |

| Praga 3 giugno 1956, ore 11:30 UTC+1 | Bulgaria | 90 – 36 (44-14) | Finlandia |  |

| Praga 3 giugno 1956, ore 20:30 UTC+1 | Jugoslavia | 63 – 78 (32-40) | Polonia |  |

| Praga 4 giugno 1956, ore 10:00 UTC+1 | Finlandia | 47 – 76 (20-29) | Polonia |  |

| Praga 4 giugno 1956, ore 19:00 UTC+1 | Bulgaria | 71 – 58 (36-18) | Jugoslavia |  |

#### Gruppo B
| Team              | V - P | Pts | PF - PS   | +/-  |
| ----------------- | ----- | --- | --------- | ---- |
| 1. Cecoslovacchia | 3 - 0 | 6   | 314 - 83  | +231 |
| 2. Italia         | 2 - 1 | 5   | 213 - 129 | +84  |
| 3. Danimarca      | 1 - 2 | 4   | 77 - 245  | −168 |
| 4. Scozia         | 0 - 3 | 3   | 97 - 244  | −147 |

| Praga 2 giugno 1956, ore 10:00 UTC+1 | Italia | 91 – 32 (48-16) | Scozia |  |

| Praga 2 giugno 1956, ore 19:00 UTC+1 | Cecoslovacchia | 132 – 9 (49-6) | Danimarca |  |

| Praga 3 giugno 1956, ore 10:00 UTC+1 | Danimarca | 40 – 33 (11-15) | Scozia |  |

| Praga 3 giugno 1956, ore 19:00 UTC+1 | Cecoslovacchia | 69 – 52 (37-24) | Italia |  |

| Praga 4 giugno 1956, ore 15:00 UTC+1 | Scozia | 32 – 113 (9-69) | Cecoslovacchia |  |

| Praga 4 giugno 1956, ore 22:00 UTC+1 | Italia | 80 – 28 (36-14) | Danimarca |  |

#### Gruppo C
| Team                | V - P | Pts | PF - PS   | +/-  |
| ------------------- | ----- | --- | --------- | ---- |
| 1. Unione Sovietica | 3 - 0 | 6   | 365 - 85  | +280 |
| 2. Austria          | 2 - 1 | 5   | 153 - 183 | -30  |
| 3. Paesi Bassi      | 1 - 2 | 4   | 134 - 163 | −29  |
| 4. Svizzera         | 0 - 3 | 3   | 72 - 293  | −221 |

| Praga 2 giugno 1956, ore 11:30 UTC+1 | Unione Sovietica | 153 – 25 (74-11) | Svizzera |  |

| Praga 2 giugno 1956, ore 22:00 UTC+1 | Austria | 54 – 33 (29-15) | Paesi Bassi |  |

| Praga 3 giugno 1956, ore 16:30 UTC+1 | Svizzera | 18 – 71 (11-45) | Paesi Bassi |  |

| Praga 3 giugno 1956, ore 22:00 UTC+1 | Unione Sovietica | 121 – 30 (58-16) | Austria |  |

| Praga 4 giugno 1956, ore 13:30 UTC+1 | Austria | 69 – 29 (32-14) | Svizzera |  |

| Praga 4 giugno 1956, ore 16:30 UTC+1 | Paesi Bassi | 30 – 91 (14-43) | Unione Sovietica |  |

#### Gruppo D
| Team              | V - P | Pts | PF - PS   | +/- |
| ----------------- | ----- | --- | --------- | --- |
| 1. Ungheria       | 3 - 0 | 6   | 183 - 131 | +52 |
| 2. Francia        | 2 - 1 | 5   | 151 - 127 | +24 |
| 3. Romania        | 1 - 2 | 4   | 146 - 146 | 0   |
| 4. Germania Ovest | 0 - 3 | 3   | 98 - 174  | −76 |

| Praga 2 giugno 1956, ore 14:00 UTC+1 | Romania | 49 – 30 (17-12) | Germania Ovest |  |

| Praga 2 giugno 1956, ore 15:30 UTC+1 | Ungheria | 51 – 42 (21-17) | Francia |  |

| Praga 3 giugno 1956, ore 8:30 UTC+1 | Germania Ovest | 39 – 71 (17-34) | Ungheria |  |

| Praga 3 giugno 1956, ore 15:00 UTC+1 | Francia | 55 – 47 (29-21) | Romania |  |

| Praga 4 giugno 1956, ore 8:30 UTC+1 | Francia | 54 – 29 (31-15) | Germania Ovest |  |

| Praga 4 giugno 1956, ore 20:30 UTC+1 | Ungheria | 61 – 50 (37-16) | Romania |  |

### Classificazione 1º-8º posto

#### Gruppo 1
| Team                | V - P | Pts | PF - PS   | +/- |
| ------------------- | ----- | --- | --------- | --- |
| 1. Unione Sovietica | 3 - 0 | 6   | 256 - 172 | +84 |
| 2. Ungheria         | 2 - 1 | 5   | 162 - 159 | +3  |
| 3. Polonia          | 1 - 2 | 4   | 165 - 175 | -10 |
| 4. Italia           | 0 - 3 | 3   | 127 - 204 | −77 |

| Praga 5 giugno 1956, ore 15:00 UTC+1 | Ungheria | 62 – 41 (26-17) | Italia |  |

| Praga 5 giugno 1956, ore 20:30 UTC+1 | Polonia | 74 – 87 (28-41) | Unione Sovietica |  |

| Praga 6 giugno 1956, ore 16:30 UTC+1 | Unione Sovietica | 77 – 54 | Ungheria |  |

| Praga 6 giugno 1956, ore 20:30 UTC+1 | Polonia | 50 – 42 (20-25) | Italia |  |

| Praga 8 giugno 1956, ore 16:30 UTC+1 | Ungheria | 46 – 41 (25-18) | Polonia |  |

| Praga 8 giugno 1956, ore 20:30 UTC+1 | Italia | 44 – 92 (21-47) | Unione Sovietica |  |

#### Gruppo 2
| Team              | V - P | Pts | PF - PS   | +/-  |
| ----------------- | ----- | --- | --------- | ---- |
| 1. Cecoslovacchia | 3 - 0 | 6   | 317 - 157 | +160 |
| 2. Bulgaria       | 2 - 1 | 5   | 233 - 185 | +48  |
| 3. Francia        | 1 - 2 | 4   | 152 - 201 | −49  |
| 4. Austria        | 0 - 3 | 3   | 120 - 279 | −159 |

| Praga 5 giugno 1956, ore 16:30 UTC+1 | Francia | 44 – 86 (28-36) | Bulgaria |  |

| Praga 5 giugno 1956, ore 19:00 UTC+1 | Cecoslovacchia | 145 – 36 (55-17) | Austria |  |

| Praga 6 giugno 1956, ore 15:00 UTC+1 | Austria | 50 – 72 (25-35) | Bulgaria |  |

| Praga 6 giugno 1956, ore 20:30 UTC+1 | Cecoslovacchia | 81 – 46 (32-25) | Francia |  |

| Praga 8 giugno 1956, ore 15:00 UTC+1 | Francia | 62 – 34 (30-10) | Austria |  |

| Praga 8 giugno 1956, ore 19:00 UTC+1 | Bulgaria | 75 – 91 (36-29) | Cecoslovacchia |  |

#### Tabellone 1º-4º posto
|  | Semifinali 1º-4º posto | Semifinali 1º-4º posto | Semifinali 1º-4º posto |          |                  | Finale 1º posto  | Finale 1º posto | Finale 1º posto |  |
|  |                        |                        |                        |          |                  |                  |                 |                 |  |
|  | Unione Sovietica       | Unione Sovietica       | 74                     |          |                  |                  |                 |                 |  |
|  | Unione Sovietica       | Unione Sovietica       | 74                     |          |                  |                  |                 |                 |  |
|  | Bulgaria               | Bulgaria               | 55                     |          |                  |                  |                 |                 |  |
|  | Bulgaria               | Bulgaria               | 55                     |          | Unione Sovietica | Unione Sovietica | 49              |                 |  |
|  |                        |                        |                        |          | Unione Sovietica | Unione Sovietica | 49              |                 |  |
|  |                        |                        | Ungheria               | Ungheria | 41               |                  |                 |                 |  |
|  | Cecoslovacchia         | Cecoslovacchia         | Ungheria               | Ungheria | 41               | 49               |                 |                 |  |
|  | Cecoslovacchia         | Cecoslovacchia         |                        |          |                  | 49               |                 |                 |  |
|  | Ungheria               | Ungheria               | 50                     |          |                  | Finale 3º posto  | Finale 3º posto | Finale 3º posto |  |
|  | Ungheria               | Ungheria               | 50                     |          |                  |                  |                 |                 |  |
|  |                        |                        |                        |          |                  |                  |                 |                 |  |
|  |                        |                        |                        |          |                  | Cecoslovacchia   | Cecoslovacchia  | 91              |  |
|  |                        |                        |                        |          |                  | Cecoslovacchia   | Cecoslovacchia  | 91              |  |
|  |                        |                        |                        |          |                  | Bulgaria         | Bulgaria        | 60              |  |

| Praga 9 giugno 1956, ore 15:30 UTC+1 | Bulgaria | 55 – 74 (15-45) | Unione Sovietica |  |

| Praga 9 giugno 1956, ore 19:00 UTC+1 | Cecoslovacchia | 49 – 50 (19-20, 43-43) | Ungheria |  |

| Praga 10 giugno 1956, ore 15:30 UTC+1 | Bulgaria | 60 – 91 (24-37) | Cecoslovacchia |  |

| Praga 10 giugno 1956, ore 19:00 UTC+1 | Unione Sovietica | 49 – 41 (28-26) | Ungheria |  |

#### Tabellone 5º-8º posto
|  | Semifinali 5º-8º posto | Semifinali 5º-8º posto | Semifinali 5º-8º posto |        |         | Finale 5º posto | Finale 5º posto | Finale 5º posto |  |
|  |                        |                        |                        |        |         |                 |                 |                 |  |
|  | Italia                 | Italia                 | 65                     |        |         |                 |                 |                 |  |
|  | Italia                 | Italia                 | 65                     |        |         |                 |                 |                 |  |
|  | Francia                | Francia                | 50                     |        |         |                 |                 |                 |  |
|  | Francia                | Francia                | 50                     |        | Polonia | Polonia         | 58              |                 |  |
|  |                        |                        |                        |        | Polonia | Polonia         | 58              |                 |  |
|  |                        |                        | Italia                 | Italia | 43      |                 |                 |                 |  |
|  | Austria                | Austria                | Italia                 | Italia | 43      | 44              |                 |                 |  |
|  | Austria                | Austria                |                        |        |         | 44              |                 |                 |  |
|  | Polonia                | Polonia                | 92                     |        |         | Finale 7º posto | Finale 7º posto | Finale 7º posto |  |
|  | Polonia                | Polonia                | 92                     |        |         |                 |                 |                 |  |
|  |                        |                        |                        |        |         |                 |                 |                 |  |
|  |                        |                        |                        |        |         | Francia         | Francia         | 69              |  |
|  |                        |                        |                        |        |         | Francia         | Francia         | 69              |  |
|  |                        |                        |                        |        |         | Austria         | Austria         | 42              |  |

| Praga 9 giugno 1956, ore 14:00 UTC+1 | Austria | 44 – 92 (21-40) | Polonia |  |

| Praga 9 giugno 1956, ore 20:30 UTC+1 | Francia | 50 – 65 (28-29) | Italia |  |

| Praga 10 giugno 1956, ore 11:30 UTC+1 | Austria | 42 – 69 (17-27) | Francia |  |

| Praga 10 giugno 1956, ore 14:00 UTC+1 | Polonia | 58 – 43 (30-24) | Italia |  |

### Classificazione 9º-16º posto

#### Gruppo 1
| Team              | V - P | Pts | PF - PS   | +/-  |
| ----------------- | ----- | --- | --------- | ---- |
| 1. Jugoslavia     | 3 - 0 | 6   | 255 - 128 | +127 |
| 2. Paesi Bassi    | 2 - 1 | 5   | 193 - 133 | +60  |
| 3. Germania Ovest | 1 - 2 | 4   | 146 - 194 | −48  |
| 4. Scozia         | 0 - 3 | 3   | 95 - 234  | −139 |

| Praga 5 giugno 1956, ore 09:30 UTC+1 | Germania Ovest | 53 – 34 (28-14) | Scozia |  |

| Praga 5 giugno 1956, ore 11:30 UTC+1 | Jugoslavia | 56 – 51 (26-28) | Paesi Bassi |  |

| Praga 6 giugno 1956, ore 8:30 UTC+1 | Jugoslavia | 89 – 40 (42-26) | Germania Ovest |  |

| Praga 6 giugno 1956, ore 22:00 UTC+1 | Paesi Bassi | 71 – 24 (26-10) | Scozia |  |

| Praga 7 giugno 1956, ore 8:30 UTC+1 | Scozia | 37 – 110 (14-48) | Jugoslavia |  |

| Praga 8 giugno 1956, ore 22:00 UTC+1 | Germania Ovest | 53 – 71 (18-43) | Paesi Bassi |  |

#### Gruppo 2
| Team         | V - P | Pts | PF - PS   | +/-  |
| ------------ | ----- | --- | --------- | ---- |
| 1. Romania   | 3 - 0 | 6   | 254 - 86  | +168 |
| 2. Finlandia | 2 - 1 | 5   | 138 - 168 | -30  |
| 3. Svizzera  | 1 - 2 | 4   | 146 - 217 | -71  |
| 4. Danimarca | 0 - 3 | 3   | 109 - 176 | −67  |

| Praga 5 giugno 1956, ore 10:00 UTC+1 | Finlandia | 26 – 87 (15-45) | Romania |  |

| Praga 5 giugno 1956, ore 22:00 UTC+1 | Svizzera | 58 – 56 (25-23, 49-49) | Danimarca |  |

| Praga 6 giugno 1956, ore 10:00 UTC+1 | Finlandia | 70 – 54 (29-22) | Svizzera |  |

| Praga 6 giugno 1956, ore 11:30 UTC+1 | Romania | 76 – 26 (42-18) | Danimarca |  |

| Praga 7 giugno 1956, ore 10:00 UTC+1 | Svizzera | 34 – 91 (16-44) | Romania |  |

| Praga 8 giugno 1956, ore 11:30 UTC+1 | Danimarca | 27 – 42 (14-18) | Finlandia |  |

#### Tabellone 9º-12º posto
|  | Semifinali 9º-12º posto | Semifinali 9º-12º posto | Semifinali 9º-12º posto |         |            | Finale 9º posto  | Finale 9º posto  | Finale 9º posto  |  |
|  |                         |                         |                         |         |            |                  |                  |                  |  |
|  | Romania                 | Romania                 | 61                      |         |            |                  |                  |                  |  |
|  | Romania                 | Romania                 | 61                      |         |            |                  |                  |                  |  |
|  | Paesi Bassi             | Paesi Bassi             | 49                      |         |            |                  |                  |                  |  |
|  | Paesi Bassi             | Paesi Bassi             | 49                      |         | Jugoslavia | Jugoslavia       | 44               |                  |  |
|  |                         |                         |                         |         | Jugoslavia | Jugoslavia       | 44               |                  |  |
|  |                         |                         | Romania                 | Romania | 32         |                  |                  |                  |  |
|  | Finlandia               | Finlandia               | Romania                 | Romania | 32         | 39               |                  |                  |  |
|  | Finlandia               | Finlandia               |                         |         |            | 39               |                  |                  |  |
|  | Jugoslavia              | Jugoslavia              | 61                      |         |            | Finale 11º posto | Finale 11º posto | Finale 11º posto |  |
|  | Jugoslavia              | Jugoslavia              | 61                      |         |            |                  |                  |                  |  |
|  |                         |                         |                         |         |            |                  |                  |                  |  |
|  |                         |                         |                         |         |            | Finlandia        | Finlandia        | 55               |  |
|  |                         |                         |                         |         |            | Finlandia        | Finlandia        | 55               |  |
|  |                         |                         |                         |         |            | Paesi Bassi      | Paesi Bassi      | 49               |  |

| Praga 9 giugno 1956, ore 11:30 UTC+1 | Romania | 61 – 49 (30-14) | Paesi Bassi |  |

| Praga 9 giugno 1956, ore 20:30 UTC+1 | Jugoslavia | 61 – 39 (19-13) | Finlandia |  |

| Praga 10 giugno 1956, ore 10:30 UTC+1 | Paesi Bassi | 49 – 55 (26-22) | Finlandia |  |

| Praga 10 giugno 1956, ore 10:00 UTC+1 | Romania | 32 – 44 (14-21) | Jugoslavia |  |

#### Tabellone 13º-16º posto
|  | Semifinali 13º-16º posto | Semifinali 13º-16º posto | Semifinali 13º-16º posto |          |           | Finale 13º posto | Finale 13º posto | Finale 13º posto |  |
|  |                          |                          |                          |          |           |                  |                  |                  |  |
|  | Svizzera                 | Svizzera                 | 63                       |          |           |                  |                  |                  |  |
|  | Svizzera                 | Svizzera                 | 63                       |          |           |                  |                  |                  |  |
|  | Scozia                   | Scozia                   | 50                       |          |           |                  |                  |                  |  |
|  | Scozia                   | Scozia                   | 50                       |          | Danimarca | Danimarca        | 47               |                  |  |
|  |                          |                          |                          |          | Danimarca | Danimarca        | 47               |                  |  |
|  |                          |                          | Svizzera                 | Svizzera | 33        |                  |                  |                  |  |
|  | Germania Ovest           | Germania Ovest           | Svizzera                 | Svizzera | 33        | 30               |                  |                  |  |
|  | Germania Ovest           | Germania Ovest           |                          |          |           | 30               |                  |                  |  |
|  | Danimarca                | Danimarca                | 34                       |          |           | Finale 15º posto | Finale 15º posto | Finale 15º posto |  |
|  | Danimarca                | Danimarca                | 34                       |          |           |                  |                  |                  |  |
|  |                          |                          |                          |          |           |                  |                  |                  |  |
|  |                          |                          |                          |          |           | Germania Ovest   | Germania Ovest   | 49               |  |
|  |                          |                          |                          |          |           | Germania Ovest   | Germania Ovest   | 49               |  |
|  |                          |                          |                          |          |           | Scozia           | Scozia           | 30               |  |

| Praga 9 giugno 1956, ore 8:30 UTC+1 | Svizzera | 63 – 50 (35-23) | Scozia |  |

| Praga 9 giugno 1956, ore 10:00 UTC+1 | Danimarca | 34 – 30 (12-15) | Germania Ovest |  |

| Praga 10 giugno 1956, ore 9:00 UTC+1 | Germania Ovest | 49 – 30 (30-19) | Scozia |  |

| Praga 10 giugno 1956, ore 8:30 UTC+1 | Danimarca | 47 – 33 (23-15) | Svizzera |  |

## Classifica finale
| Campione d'Europa | Campione d'Europa | Campione d'Europa |
| --- | ----------------- | --- |
| Unione Sovietica3 Maksimel'janova, 4 Maksimova, 5 Mament'eva, 6 Kopylova, 7 Alekseeva, 8 Poznanskaja, 9 Kostikova, 10 Uztupe, 11 Arciševskaja, 12 Erëmina, 13 Stepina, 14 Värk, 15 Asit'ashvili, 16 Otsa, All. Vladimir Gorochov |                   | |
| Argento | Ungheria          | Ungheria3 Fekete, 4 M. Bárány, 5 K. Bárány, 6 Nagy, 7 Á. Szabó, 8 Mogyorósi, 9 Lick, 10 Vékony, 11 Dobai, 12 Szmertnik, 13 Kaló, 14 Gyimes, 15 Kocsor, 16 Botz, All. János Szabó                                                  |
| Bronzo | Cecoslovacchia    | Cecoslovacchia3 Blahoutová, 4 Dobiášová, 5 Mázlová, 6 Havlíková, 7 Tomášková, 8 Bártová, 9 D. Hubálková, 10 Grubrová, 11 Štěpánová, 12 Čechová, 13 Kopáčková, 14 S. Hubálková, 15 Moutelíková, 16 Meszarosová, All. Lubomír Dobrý |
| 4. | Bulgaria          | Bulgaria3 Todorova, 4 Čalăškanova, 5 Damjanova, 6 Smedovska, 7 Gospodinova, 8 V. Popova, 9 Savova, 10 E. Popova, 11 Vojnova, 12 Gyoševa, 13 Simanova, 14 Penčeva, All. -                                                          |
| 5. | Polonia           | Polonia3 Woluch, 4 Kowalczyk, 5 Konieczna, 6 Gruszczyńska, 7 Rogowska, 8 Beyer, 9 Widurska, 10 Miguła, 11 Kaczmarek, 12 Kapałczyńska, 13 Karska, 14 Loth, 15 Kłosińska, 16 Chłodzińska, All. Florian Grzechowiak                  |
| 6. | Italia            | Italia3 Donda, 4 Gentilin, 5 Ronchetti, 6 Cobelli, 7 Sesto, 8 Pasquali, 9 Pausich, 10 Nunzi, 11 Formaggio, 12 Vendrame, 13 Mapelli, 15 Bradamante, 17 Tarabocchia, 18 Persi, All. Nello Paratore                                  |
| 7. | Francia           | Francia3 Supt, 4 Marfaing, 5 M. Cator, 6 Seillier, 7 Colchen, 8 J. Cator, 9 Tavert, 10 Mazel, 11 Henry, 12 Thomas, 13 Hermet, 14 Prugneau, 15 Pertus, 16 Delmas, All. Robert Busnel                                               |
| 8. | Austria           | Austria3 Jagsch, 4 Hantschel, 5 Berger, 6 Pfeffer, 7 Prunkl, 8 Buzik, 9 Krainhofner, 10 Foltinek, 11 Fuchs, 12 Vsudybyl, 13 Krappel, 14 Dluchosch, 15 Haselbacher, 16 Sundermaann, All. -                                         |
| 9. | Jugoslavia        | Jugoslavia3 Radenković, 4 Kalušević, 5 Baraga, 6 Radovanović, 7 E. Radulović, 8 Zoković, 9 Gec, 10 Prelević, 11 Cipruš, 12 Otašević, 13 Kavs, 14 L. Radulović, 15 Mrak, All. Aleksandar Gec                                       |
| 10. | Romania           | Romania3 Zăvădescu, 4 Tomescu, 5 Simionescu, 6 Eckert, 7 Tintorescu, 8 Antonescu, 9 Nistor, 10 Ferencz, 11 Erdogh, 12 Pop, 13 Belu, 14 Firimide, 15 Sebestien, 16 Florescu, All. -                                                |
| 11. | Finlandia         | Finlandia3 Hakola, 4 B. Lindberg, 5 Aarnivala, 6 Kenkkilä, 7 Stenman, 8 Eskelinen, 9 Tähtinen, 10 Mikkelsson, 11 Gustafsson, 12 Aalto, 13 Sanden, 14 K. Lindberg, All. Kalevi Tuominen                                            |
| 12. | Paesi Bassi       | Paesi Bassi3 van Es, 4 Schmitz, 5 van Petten, 6 Wetter, 7 Jansen, 8 Fronczek, 9 Bloemsma, 10 Schram, 11 Lotze, 12 Brouwer, 13 van der Velde, 14 den Dekker, 15 Bakker, All. Freek Brandt                                          |
| 13. | Danimarca         | Danimarca3 Lemberg, 4 Birkmose, 5 Ganneskov, 6 Moller, 7 Wilbek, 8 Levison, 9 Rode, 10 Højberg, 11 Petersen, 12 Aackersberg, 13 Nyeland, 14 Jensen, 15 Larsen, 16 Christensen, All. -                                             |
| 14. | Svizzera          | Svizzera3 Vicent, 4 Leimgruber, 5 Schenk, 6 Schroeder, 7 Pfeuti, 8 Garin, 9 Goetschmann, 11 Bürki, 12 Boulenaz, 13 Blanc, 15 Meier, 16 Jeckelmann, All. -                                                                         |
| 15. | Germania Ovest    | Germania Ovest4 Kruger, 5 Stein, 6 Egner, 7 von Allworden, 8 Riehl, 9 Gieser, 10 Kitzing, 11 Lindowsky, 12 Heinker, 13 Becht, 14 Lobrecht, 15 Lindner, 16 Pauksch, All. Anton Kartak                                              |
| 16. | Scozia            | Scozia3 Duncan, 4 Miller, 5 Liddle, 6 Davis, 7 Herman, 8 Judge, 9 Service, 11 McCaw, 12 McQueen, 16 Watts, 18 Connelly, 24 Barclay, 25 Grieve, All. -                                                                             |